# Королевы (Синг, Кларк)

Эскизы к витражам

«Королевы» (англ. Queens) — стихотворение ирландского поэта Джона Миллингтона Синга, написанное в 1902 году и опубликованное посмертно в 1909 году), а также цикл из витражей, иллюстрирующих это стихотворение, созданный ирландским художником Гарри Кларком в сентябре 1917 года для известного дублинского покровителя искусств Л. Э. Уолдрона.

## Текст
| Оригинальный текст | Перевод |
| --- | --- |

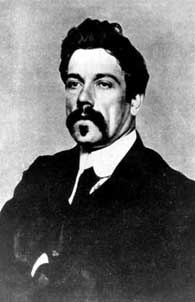
Дж.М. Синг, поэт

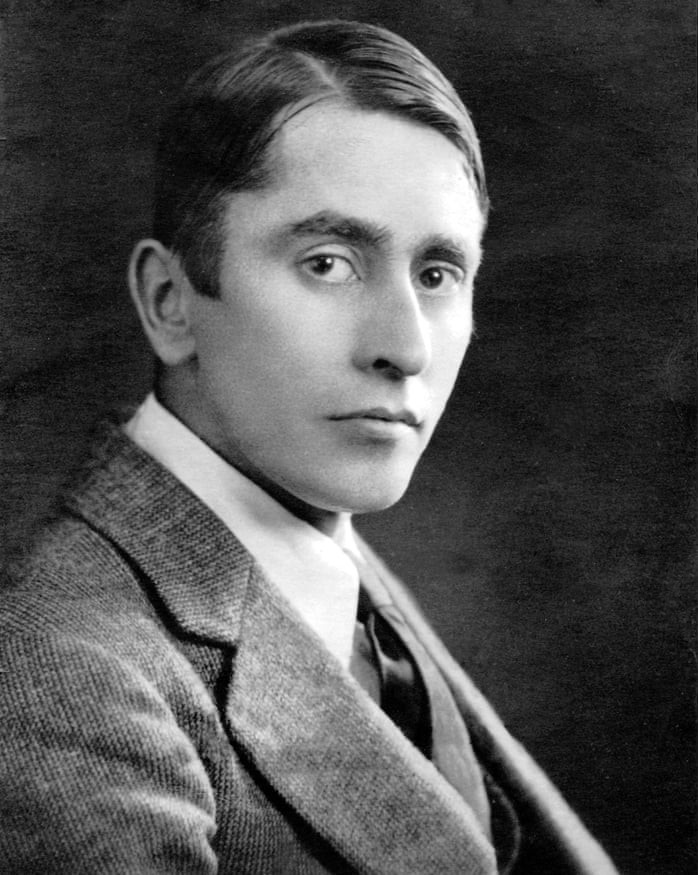
Г. Кларк, художник

| Seven dog-days we let pass Naming Queens in Glenmacnass, All the rare and royal names Wormy sheepskin yet retains, Etain, Helen, Maeve, and Fand, Golden Deirdre’s tender hand, Bert, the big-foot, sung by Villon, Cassandra, Ronsard found in Lyon. Queens of Sheba, Meath and Connaught, Coifed with crown, or gaudy bonnet, Queens whose finger once did stir men, Queens were eaten of fleas and vermin, Queens men drew like Monna Lisa, Or slew with drugs in Rome and Pisa, We named Lucrezia Crivelli, And Titian’s lady with amber belly, Queens acquainted in learned sin, Jane of Jewry’s slender shin: Queens who cut the bogs of Glanna, Judith of Scripture, and Gloriana, Queens who wasted the East by proxy, Or drove the ass-cart, a tinker’s doxy, Yet these are rotten-I ask their pardon- And we’ve the sun on rock and garden, These are rotten, so you’re the Queen Of all the living, or have been. | Мы считали нараспев В Гленмакнассе королев Имена их извлекли Из пергаментной пыли Фанд, Елену, Медб, Этайн, Дейрдре милой нежный стан, Берту, что воспел Вийон, И Ронсар — Кассандры сон, Билкис; королев Конне, В диадемах и боннэ. Королев, страсть возбудивших, Королев, червей кормивших, Писанных, как Мона Лиза, Яд вкусивших в Риме с Пизой. Прибавили мону Кривелли, Ню тицианову вспомнить сумели. Джейн-жидовки острый смех, Пробовавших каждый грех, Королев в болотах Гланна, Иудифь и Глорианну, Королев-регентш Востока, Шлюх в тележке углежога, Все они, пардон, истлели, А мы на солнышке сидели, Все истлели, так что Вы Королева всех живых. |

## Витражи

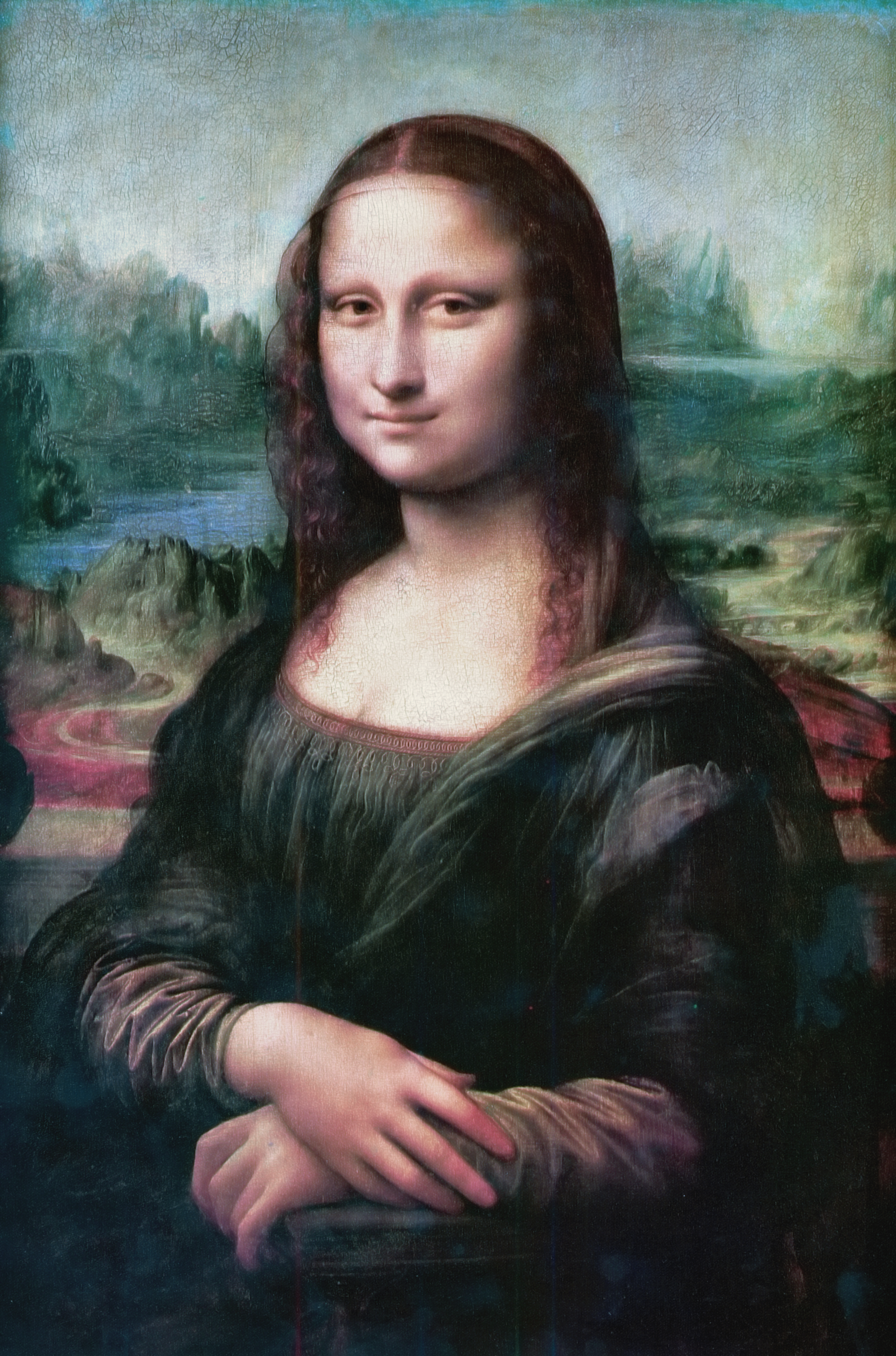
Мона Лиза

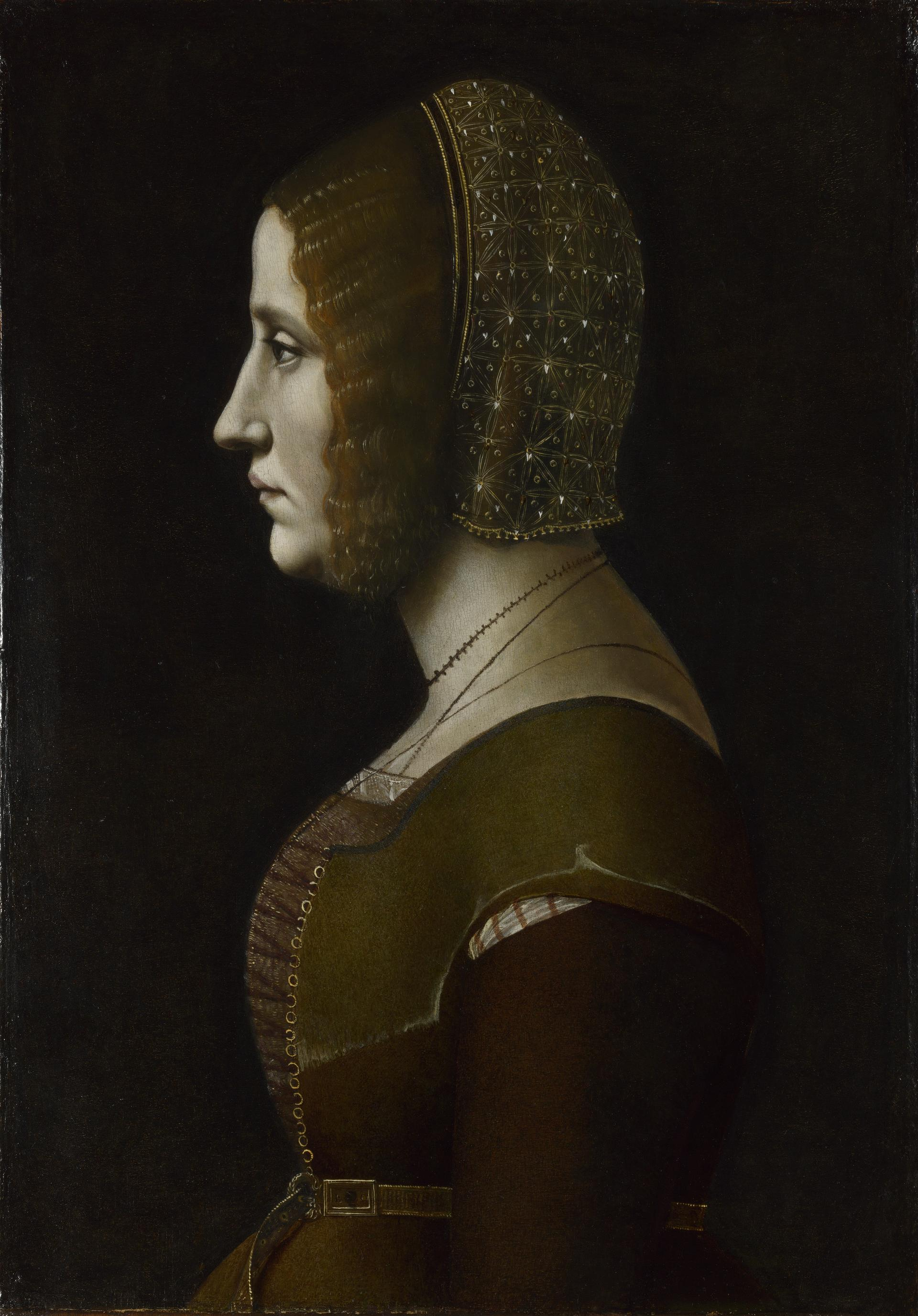
Портрет неизвестной работы Амброджио де Предиса

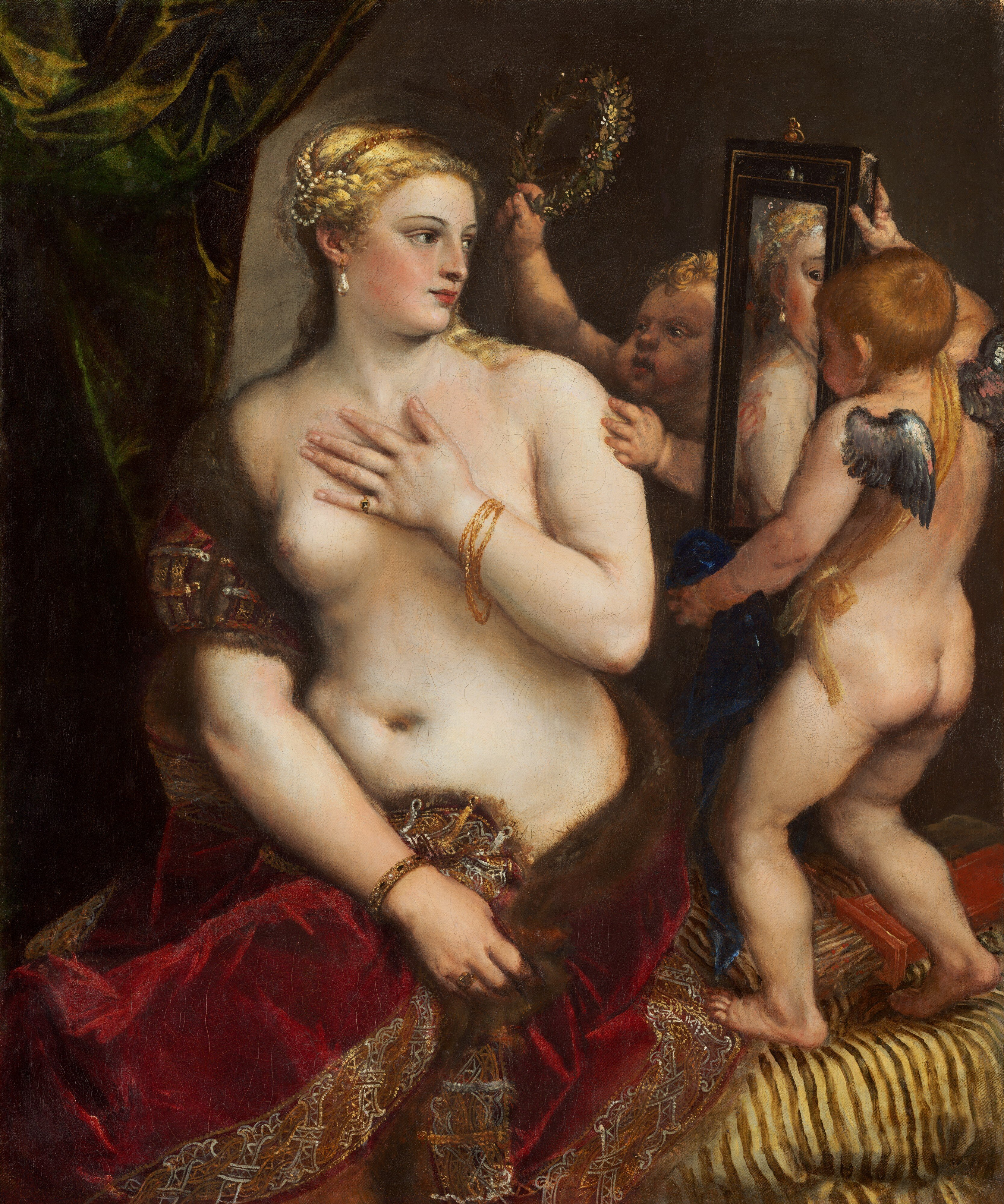
«Венера перед зеркалом», Тициан

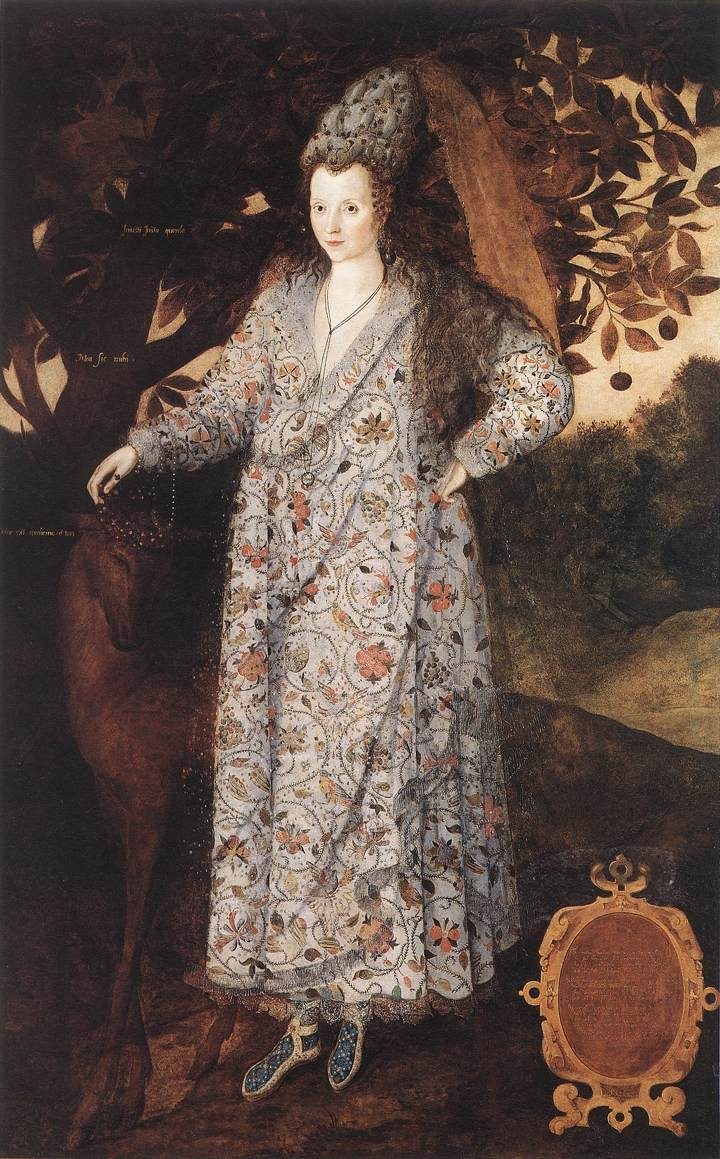
Портрет неизвестной работы Марка Герартса Младшего

Цикл витражей, иллюстрирующих стихотворение, состоит из 9 небольших стеклянных панелей размером 30х18 см. Они были установлены в библиотечные окна в Марино, Баллибрак, резиденции достопочтенного Лоуренса Эмброуза Уолдрона (1858—1923), Дублин, главы Национальной галереи Ирландии, сенатора Национального университета, библиофила и т. п. Кларк, который учился в том же университете, что и заказчик, вероятно, привлек его внимание в 1912 году, после того как витражи работы молодого студента получили 2 золотые медали в Лондоне. Резиденция в Марино, для которой были выполнены витражи, была построена в 1907 году и являлась местом встреч образованных дублинцев, друзей хозяина. В 1913 году Уолдрон дал Кларку его первый большой заказ — иллюстрации к поэме Александра Поупа «The Rape of the Lock». В дальнейшем он продолжал давать ему заказы, способствовал расширению круга его заказчиков, покровителей и друзей. В 1914 году Кларк выполнил свои первые работы по текстам уже скончавшегося к этому времени Синга — иллюстрации к пьесе «Плейбой Запада». К этому же периоду относится пометка в его дневнике относительно намерения иллюстрировать «Королев». В 1917 году он выполнил это намерение. Также он намеревался повторить этот цикл для Томаса Бодкина, но вместо этого в том же 1917 году сделал для него витражи по поэме The Song of the Mad Prince Уолтера Де Ла Мэр.
Для экспонирования витражей Гарри Кларк разработал дизайн железных подставок, которые были созданы мастером Джеймсом Хиксом, когда витражи находились в Хью-Лейн Муниципальной Галерее в Дублине между 1925—1927 годах. К ним прилагались прозрачные стеклянные панели, на которых художник начертал соответствующие стихотворные строки.
Эти работы всегда находились в частной собственности, лишь две из этих панелей были опубликованы до конца XX века. В 1928 году они были проданы из Ирландии. В 1986 году Dolmen Press подготовило неопубликованную монографию, которую собирались выпустить ограниченным тиражом. В 1989 году они появились в критической биографии своего создателя, художника Г.Кларка. В 1979 году чемодан с витражами был представлен на аукционе Christie’s в Лондоне, и цикл опять был приобретен частным лицом.
Витражи представляют собой горизонтально вытянутый фриз с процессией, который предназначен для рассматривания слева направо. На первой панели, с изоображением поэта, написано: This and the following eight stained glass panels illustrating Queens by JM Synge were designed and executed by Harry Clarke for the Rt. Honourable Laurence A. Waldron… Sept. 1917…. Некоторые женские фигуры являются переработкой известных картин.

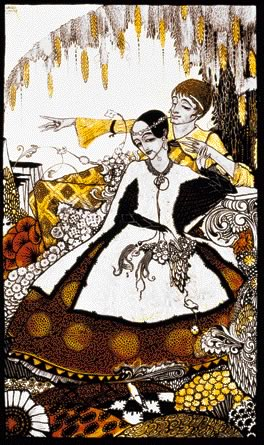
Мы считали нараспев В Гленмакнассе королев Имена их извлекли Из пергаментной пыли
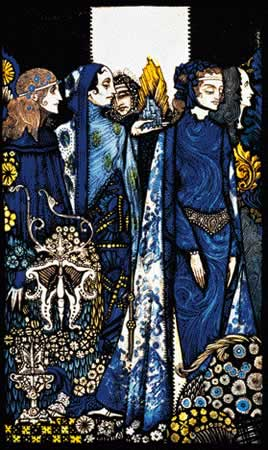
Фанд, Елену, Медб, Этайн, Дейрдре милой нежный стан
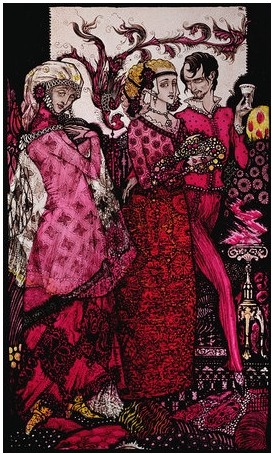
Берту, что воспел Вийон, И Ронсар — Кассандры сон
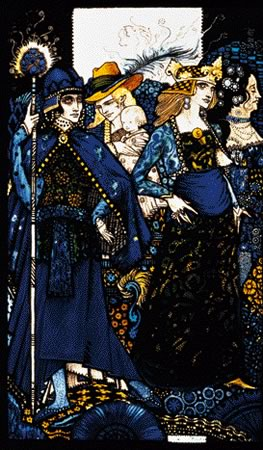
Билкис; королев Конне, В диадемах и боннэ.
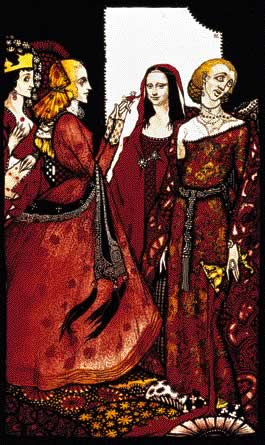
Королев, страсть возбудивших, Королев, червей кормивших, Писанных, как Мона Лиза, Яд вкусивших в Риме с Пизой. (Использована фигура Моны Лизы)
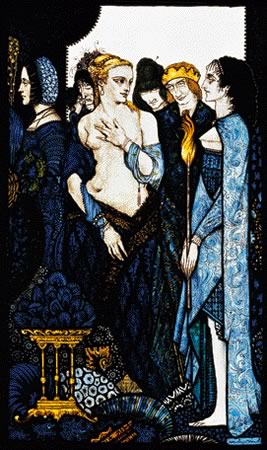
Прибавили мону Кривелли, Ню тицианову вспомнить сумели. Джейн-жидовки острый смех, Пробовавших каждый грех (Использована фигура из «Венеры с зеркалом» Тициана и профильный портрет работы Амброджио де Предис, который считали изображением Лукреции Кривелли)
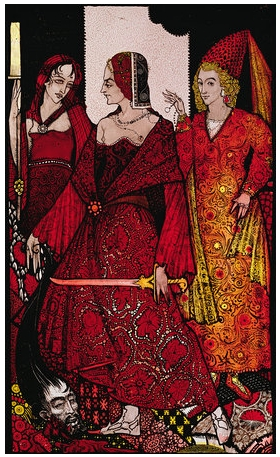
Королев в болотах Гланна, Иудифь и Глорианну (Использована фигура из «Юдифи и Олоферна» Климта и портрет неизвестной Марка Герартса Младшего)
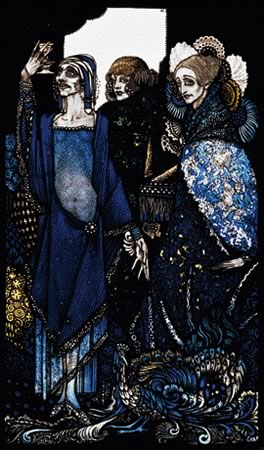
Королев-регентш Востока, Шлюх в тележке углежога
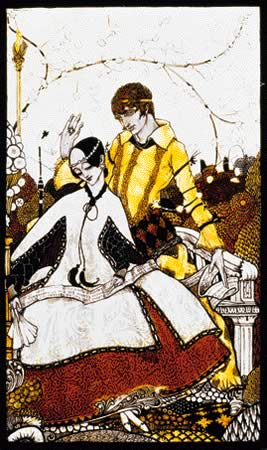
Все они, пардон, истлели, А мы на солнышке сидели, Все истлели, так что Вы Королева всех живых.

- Королев, страсть возбудивших,
Королев, червей кормивших,
Писанных, как Мона Лиза,
Яд вкусивших в Риме с Пизой.
(Использована фигура Моны Лизы)
- Прибавили мону Кривелли,
Ню тицианову вспомнить сумели.
Джейн-жидовки острый смех, 
Пробовавших каждый грех
(Использована фигура из «Венеры с зеркалом» Тициана и профильный портрет работы Амброджио де Предис, который считали изображением Лукреции Кривелли)
- Королев в болотах Гланна,
 Иудифь и Глорианну
(Использована фигура из «Юдифи и Олоферна» Климта и портрет неизвестной Марка Герартса Младшего)
- Королев-регентш Востока,
 Шлюх в тележке углежога
- Все они, пардон, истлели,
 А мы на солнышке сидели,
 Все истлели, так что Вы
 Королева всех живых.